# Östra Jörns revir
Östra Jörns revir var ett skogsförvaltningsområde inom Skellefteå överjägmästardistrikt, Västerbottens län, som omfattade Byske socken och vissa delar av Jörns socken. Reviret var indelat i fyra bevakningstrakter och omfattade 42 732 hektar allmänna skogar (1920), varav 35 kronoparker med en areal av 42 140 hektar.